# Robert O. Keohane

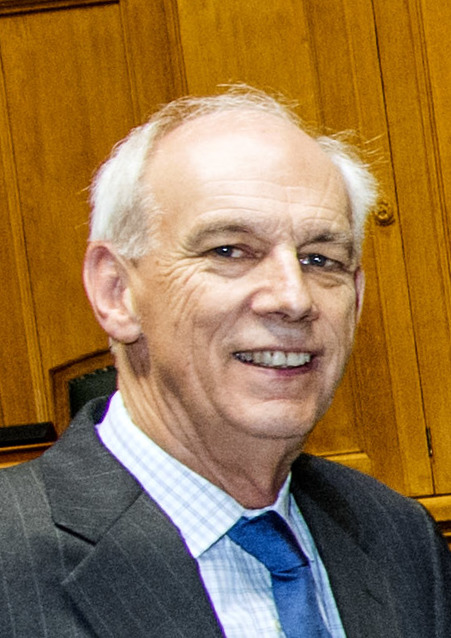
Robert O. Keohane (2017)

Robert Owen Keohane (* 3. Oktober 1941 in Chicago, Illinois) ist ein US-amerikanischer Politikwissenschaftler und Professor für Internationale Beziehungen der Woodrow-Wilson-Fakultät der Princeton University. Keohane gilt als einer der bedeutendsten Vertreter der zeitgenössischen Theorie der Internationalen Beziehungen.
Zusammen mit seinem Freund und Kollegen Joseph S. Nye entwickelte er in dem gemeinsam verfassten Buch Power and Interdependence: World Politics in Transition seine Interdependenztheorie / Regimetheorie. Für sein Werk After Hegemony: Cooperation and Discord in the World Political Economy (Princeton, 1984) erhielt er 1989 den Grawemeyer Award, der ihn für seine Verdienste um die Verbesserung und Erweiterung des Verständnisses der Internationalen Beziehungen (Grawemeyer Award for Ideas Improving World Order) auszeichnete.
Er erhielt den Balzan-Preis 2016 für internationale Beziehungen: Geschichte und Theorie.

## Leben
Nach Abschluss der High School war Keohane sich zunächst nicht im Klaren darüber, welche berufliche Richtung er einschlagen sollte. Letzten Endes entschied er sich für das Studium der Politikwissenschaft, genauer der Internationalen Beziehungen, was nicht zuletzt auf den starken erzieherischen Einfluss seiner Eltern zurückzuführen ist. Eigenen Angaben zufolge ist er ein Theoretiker, dem es aber zu Beginn seines Studiums nicht in den Sinn kam Politische Theorie zu studieren, da ihm der Praxisbezug fehlte.
So kam es, dass er bereits im Alter von nur 16 Jahren das Shimer College (Mount Carroll, Illinois) besuchte, an dem sein Vater als Sozialwissenschaftler tätig war. Drei Jahre später bestand er seinen Abschluss mit höchstmöglicher Auszeichnung (B.A. „with great distinction“, äquivalent zu „summa cum laude“). Direkt im Anschluss daran ging er nach Harvard, um seine Studien fortzusetzen, wo er 1964 einen Master of Arts und 1966, im Alter von 25 Jahren, ebenfalls mit Auszeichnung, promoviert wurde. Derzeit lebt Keohane gemeinsam mit seiner Frau Nannerl, ebenfalls Politikwissenschaftlerin und Hochschulpräsidentin, in Princeton und arbeitet an der dortigen Princeton University (New Jersey). Er hat vier erwachsene Kinder und sieben Enkelkinder.
Keohane war Inhaber verschiedener Assistenzen und Professuren, u. a. am Swarthmore College (Swarthmore, Pennsylvania; 1965–1973), der Stanford University (Stanford, Kalifornien; 1973–1981), der Brandeis University (Waltham, Massachusetts; 1981–1985), der Harvard University (Cambridge, Massachusetts; 1985–1996), sowie der Duke University (Durham, North Carolina). Im Jahr 2006 übernahm er dann eine Professur an der Princeton University.
Im Herbst 2013 war Keohane als Distinguished Visitor an der American Academy in Berlin.

## Auszeichnungen, Mitgliedschaften und Stipendien
- Stipendium der Woodrow-Wilson-Fakultät der Princeton University (1961–1962), sowie Promotionsstipendium (1964–1965).
- „Sumner-Preis“ (beste Ph.D.-Dissertation, Department of Government), 1966.
- Johan-Skytte-Preis der Johan-Skytte-Foundation, Uppsala, Schweden, 2005
- Grawemeyer Award for Ideas Improving World Order, 1989
- Mitglied der National Academy of Sciences seit 2005
- Mitglied der American Academy of Arts and Sciences seit 1983
- Mitglied der American Philosophical Society seit 2007[1]
- Korrespondierendes Mitglied der British Academy seit 2010[2]
- Forschungsstipendien des Center for Advanced Study in the Behavioral Sciences, 1977–1978; 1987–1988; 2004–2005
- Guggenheim-Stipendium, 1992–1993
- „Bellagio Resident“-Fellow, 1993
- National Endowment for the Humanities „Frank-Kenan-Fellow“, 1995–1996
- Ehrendoktorat (Aeresdoktorer) der Universität Aarhus (Dänemark), 1998
- „Mentoren-Auszeichnung“ der „Gesellschaft für Frauen in der Internationalen Politischen Wirtschaft“, 1997
- „Sherill-Lecturer“ der Juristischen Fakultät der Yale University, 1996
- Forschungsstipendium des Social Science Research Council „Senior Foreign Policy Fellowship“, September 1987, August 1988
- German Marshall Fund Research Fellowship, 1977–1978
- Council on Foreign Relations, International Affairs Fellowship, 1968–1969
- Allianz Distinguished Visitor an der American Academy in Berlin, Herbst 2013
- Balzan-Preis für Internationale Beziehungen: Geschichte und Theorie, 2016[3]

## Werke
- mit Joseph S. Nye Jr.: Power and Interdependence: World Politics in Transition. TBS The Book Service Ltd 1977, ISBN 978-0-316-48936-2
- After Hegemony: Cooperation and Discord in the World Political Economy. Princeton University Press 1984, ISBN 978-0-691-12248-9
- The New European Community: Decisionmaking And Institutional Change. Westview Press, 3. Auflage 1991, ISBN 978-0-8133-8271-5